# Валентин Иванов (судија)
Валентин Валентинович Иванов (рус. Валенти́н Валенти́нович Ивано́в у Москви, Русија (тада СССР)) је руски фудбалски судија и бивши фудбалер. Он је син бившег совјетског фудбалског репрезентативца Валентина Козмича Иванова.
Своју прву међународну утакмици је судио 1999. између Луксембурга против Пољске.
Валентин Иванов био је један од најстаријих судија на светском првенству у Немачкој. Рођен је 1961. у Москви, где је дуги низ година радио као професор физичког васпиатња. Иако се касно почео бавити суђењем (1989), брзо се пробијао кроз судијске структуре руског фудбала. На ФИФА-иној листи појавио се 1997, али нема превише искуства на великим такмичењима јер је тек у Португалу ушао у одабрано судијско друштво. Пре тога је судио само на Европском јуниорском првенству у Словачкој (2001).